# Moyang Jiang
Moyang Jiang (kinesiska: 漠阳江) är ett vattendrag i Kina. Det ligger i provinsen Guangdong, i den södra delen av landet, omkring 190 kilometer sydväst om provinshuvudstaden Guangzhou.
Genomsnittlig årsnederbörd är 2 211 millimeter. Den regnigaste månaden är juli, med i genomsnitt 372 mm nederbörd, och den torraste är januari, med 25 mm nederbörd.